# Blomenburg

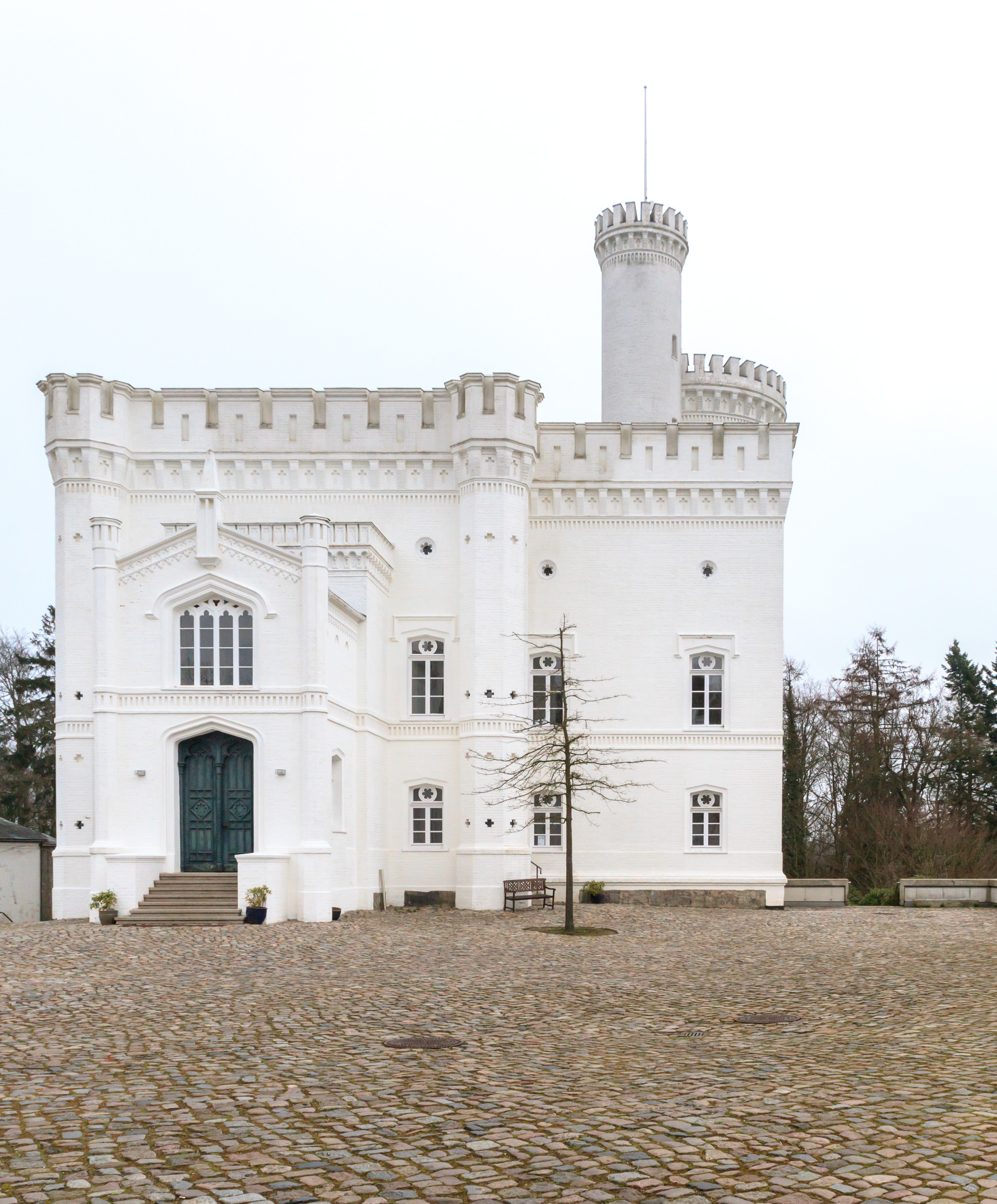
Hofansicht der Blomenburg 2017

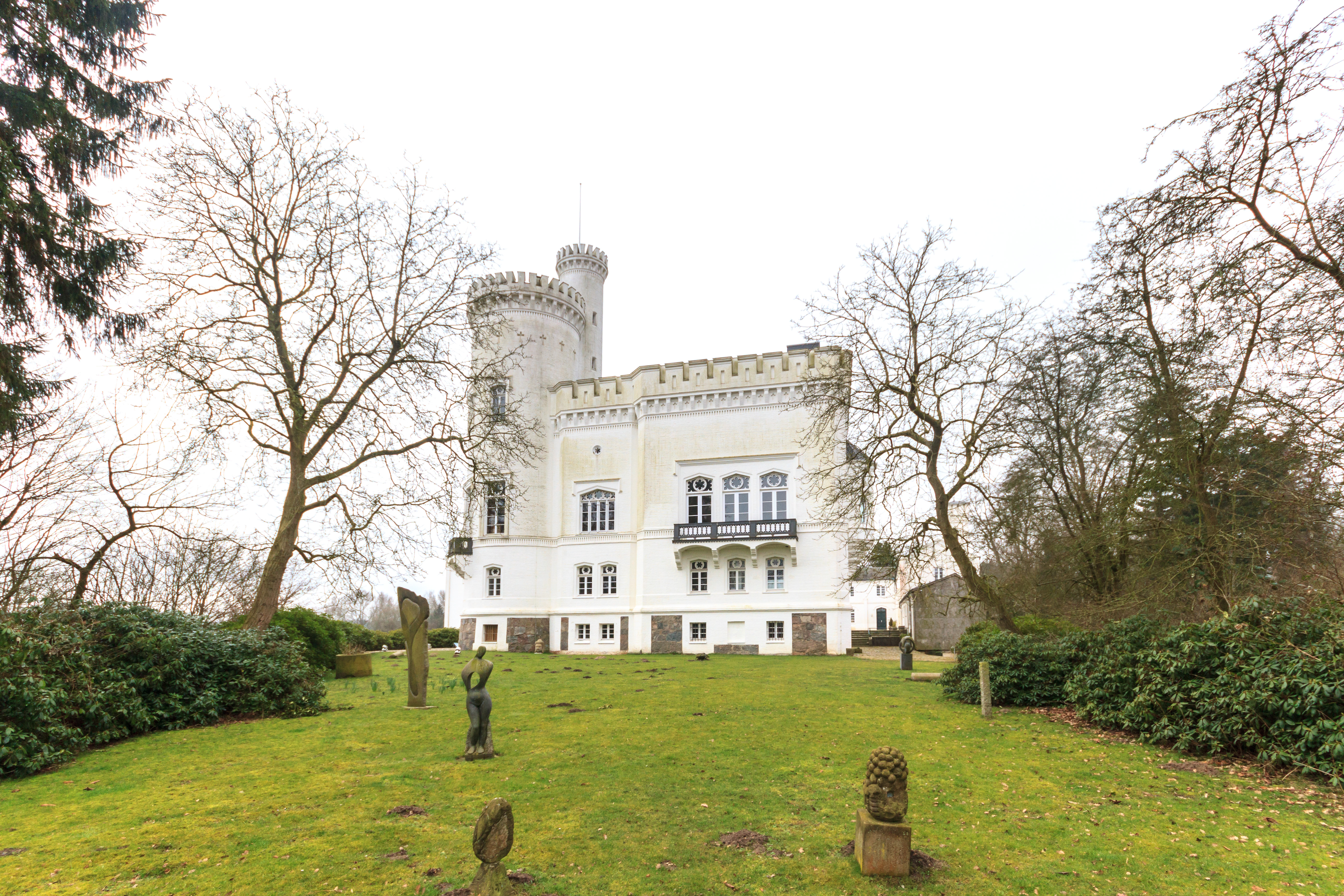
Die Gartenfassade der Blomenburg 2017

Die Blomenburg in Selent im Kreis Plön ist ein Jagdschloss aus der Mitte des 19. Jahrhunderts. Das Schloss – nach der regionalen Definition eher ein Herrenhaus – wurde für Graf Otto von Blome errichtet, dessen Namen es auch trägt. Das Bauwerk gilt als eines der Hauptwerke des Historismus im Land Schleswig-Holstein. Die Anlage ist für Besucher aufgrund der aktuellen Nutzung nicht zugänglich und gilt als Privatgelände.

## Geschichtlicher Überblick
Der Bauplatz der Blomenburg auf dem sogenannten Heidberg bei Selent gehörte ursprünglich zu den Ländereien des Guts Lammershagen, das Graf Otto von Blome 1829 erworben hatte. Die Blomenburg wurde als Jagdsitz in der Nähe seines Guts Salzau von 1844 bis 1848 errichtet, sie war ein vollständiger Neubau, ein Vorgängergebäude gab es an dieser Stelle nicht. Das Jagdschloss entstand in freundschaftlicher Rivalität als Gegenstück zum Hessenstein genannten Aussichtsturm, den der Landgraf Friedrich von Hessen wenige Jahre zuvor auf der anderen Seite des Selenter Sees bei Gut Panker errichten ließ.
Von 1878 bis zu ihrem Tod 1908 wohnte Adeline Gräfin von Hardenberg, die einzige Tochter von Otto Graf Blome, als Witwe auf der Blomenburg. Danach diente die Blomenburg den Mitgliedern der Familie Blome bis 1927 als gelegentlicher Wohnsitz, dann wurde sie unter Johannes Blome an den Provinzialverband Schleswig-Holstein verkauft. Das Bauwerk diente in den folgenden Jahrzehnten als Jugend- und Erziehungsheim, die nichtfeste Ausstattung ging in dieser Zeit weitgehend verloren.
Das Jugendheim wurde 1992 geschlossen und die Blomenburg zum Verkauf angeboten. Bis 1993 diente sie der Unterbringung von Flüchtlingen aus dem vom Bürgerkrieg erschütterten Jugoslawien. Das Gebäude ging schließlich an eine Investorengesellschaft, die dort ab 1997 das sogenannte Technologiezentrum Blomenburg einrichten ließ. 2004 bis 2006 erfolgten eine Sanierung der historischen Anlagen und die Errichtung des angeschlossenen Neubaus, die zusammen den „Blomenburg Venturepark“ bildeten. Nach Kontroversen um die Nutzung des mit öffentlichen Mitteln sanierten und geförderten Technologiezentrums durch den Betreiber meldete dieser 2009 Insolvenz an. 2010 übernahm der Kreis Plön den Betrieb des Technologiezentrums. Nach der Insolvenz des Gesellschafters „Blomenburg Holding“ im Januar 2011 und dem Beschluss des Kreises Plön, das Technologiezentrum zukünftig nicht mehr zu finanzieren, meldete die Blomenburg Venture Park Trägergesellschaft mbH am 25. Februar 2011 Insolvenz an. Daraufhin kam es dann zu einem Verfahren vor dem Oberlandesgericht Schleswig, bei dem zu klären war, ob der Insolvenzverwalter gegenüber dem Kreis Plön, als einem der Gesellschafter, zurückgezahlte Fördermittel in Höhe von ca. 7,3 Mio. Euro zzgl. Zinsen wieder zurückfordern kann. Dies lehnte das OLG ab.
Im Jahre 2015 erwarb eine private Investorengruppe die Blomenburg. Ziel der Investoren ist, die Burg künftig als eine Art Burn-out-Zentrum und Sanatorium für neurologische und psychosomatische Patienten zu entwickeln. Ende 2017 wurde bekannt, dass die Asklepios Kliniken das Zentrum als psychosomatische Privatklinik betreiben werden.
Die Eröffnung der vollstationären Privatklinik für Psychotherapie und Psychosomatik, erfolgte im August 2019 durch Sven Hannawald und Nova Meierhenrich. Behandelt werden stressassoziierte Erkrankungen wie Burnout, affektive Störungen, wie Angststörungen (spezifisch, generalisiert, paroxysmal und chronisch), depressive Störungen (unipolar, bipolar, akut und chronifiziert), somatoforme Störungen sowie Zwangserkrankungen. Auch nicht stoffgebundene Süchte und Abhängigkeitserkrankungen, die keine internistische Überwachung erfordern, werden behandelt. Evidenzbasierte Psycho und Pharmakotherapie wird mit Gender-Medizin und neusten Erkenntnissen zu Mikronährstoffen verknüpft. Dazu finden alternative Behandlungskonzepte wie Sport- und Kreativtherapie (Dramatherapie, Musiktherapie) Anwendung. Neben der Akut- und Burnouttherapie liegt der Fokus auf Coachings zur Persönlichkeitsentwicklung und Programmen zu gesunder und bewusster Lebensführung. Ärztlicher Direktor während der Eröffnungsphase war Stephan Ahrens, Gründer des Fachzentrums für Stressmedizin und Psychotherapie Falkenried. Stephanie Grabhorn ist Chefärztin der Blomenburg. Patienten stehen 69 Zimmer und Suiten, ein Restaurant, Gemeinschaftsräume wie Bibliotheken und Billardzimmer, Wellness- und Fitnessbereich sowie ein breites Sportangebot zur Verfügung.

## Gebäudebestand

### Die Blomenburg

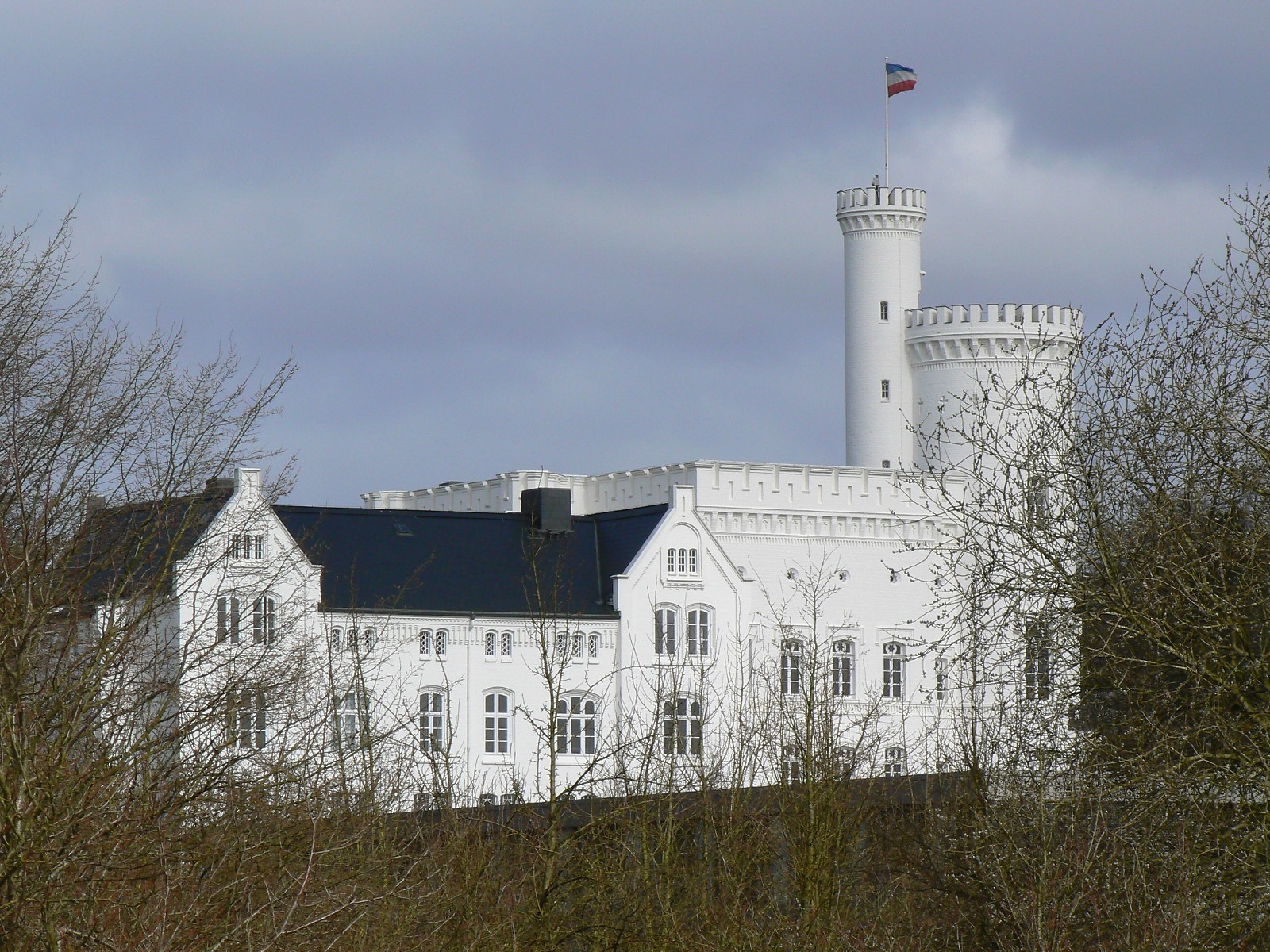
Gesamtansicht der Anlage mit Kavaliershaus und Jagdschloss

Die Blomenburg ist eines der Hauptwerke des Historismus in Schleswig-Holstein. Die durch den Berliner Architekten Eduard Knoblauch errichtete Anlage besteht aus dem eigentlichen Jagdschloss, dass nach Art einer Vorburg von einem mehrflügeligen Nebengebäude umschlossen ist. Als Vorbild wird das bei Potsdam gelegene Schloss Babelsberg genannt. Die Blomenburg ist ein zweigeschossiges Gebäude in Anlehnung an den englischen Tudorstil. Der Baukörper über einem Kellersockel ist nahezu würfelförmig, mehrere Türme und Anbauten ragen aus ihm hervor. Das Gebäude ist aus Backstein errichtet und sollte ursprünglich unverputzt bleiben, noch vor Abschluss der Bauarbeiten erhielt es jedoch zuerst einen rötlichen, später den heutigen weißen Anstrich. Das Haus ist sparsam mit Gesimsbändern dekoriert, das flache Dach hinter einem umlaufenden Zinnenkranz verborgen.
Als Hauptstockwerk mit den repräsentativen Wohnräumen war das zweite Obergeschoss gedacht, das in seiner Höhe das untere Wohngeschoss nahezu um das Doppelte übertrifft. Die Innenausstattung der Blomenburg galt als erlesen, die Möblierung ging im Laufe der Fremdnutzung des Gebäudes jedoch nahezu vollständig verloren. Erhalten haben sich nur die zum Teil ausgemalten Wand- und Deckenfelder.
2018 begannen die Renovierungsarbeiten, um das Jagdschloss als Privatklinik für Psychiatrie, Psychotherapie und Psychosomatik, nutzen zu können. Das Investitionsvolumen lag bei 20 Millionen Euro. Sämtliche historische Gebäude um den Burghof, werden heute im Rahmen der Therapieangebote genutzt. Im historischen Rittersaal des Herrenhauses wurde ein Fine-Dining-Restaurant mit benachbarter Bibliothek, Lesezimmer, Billardzimmer sowie ein Konferenzzimmer integriert.

### Die Nebengebäude und der Garten

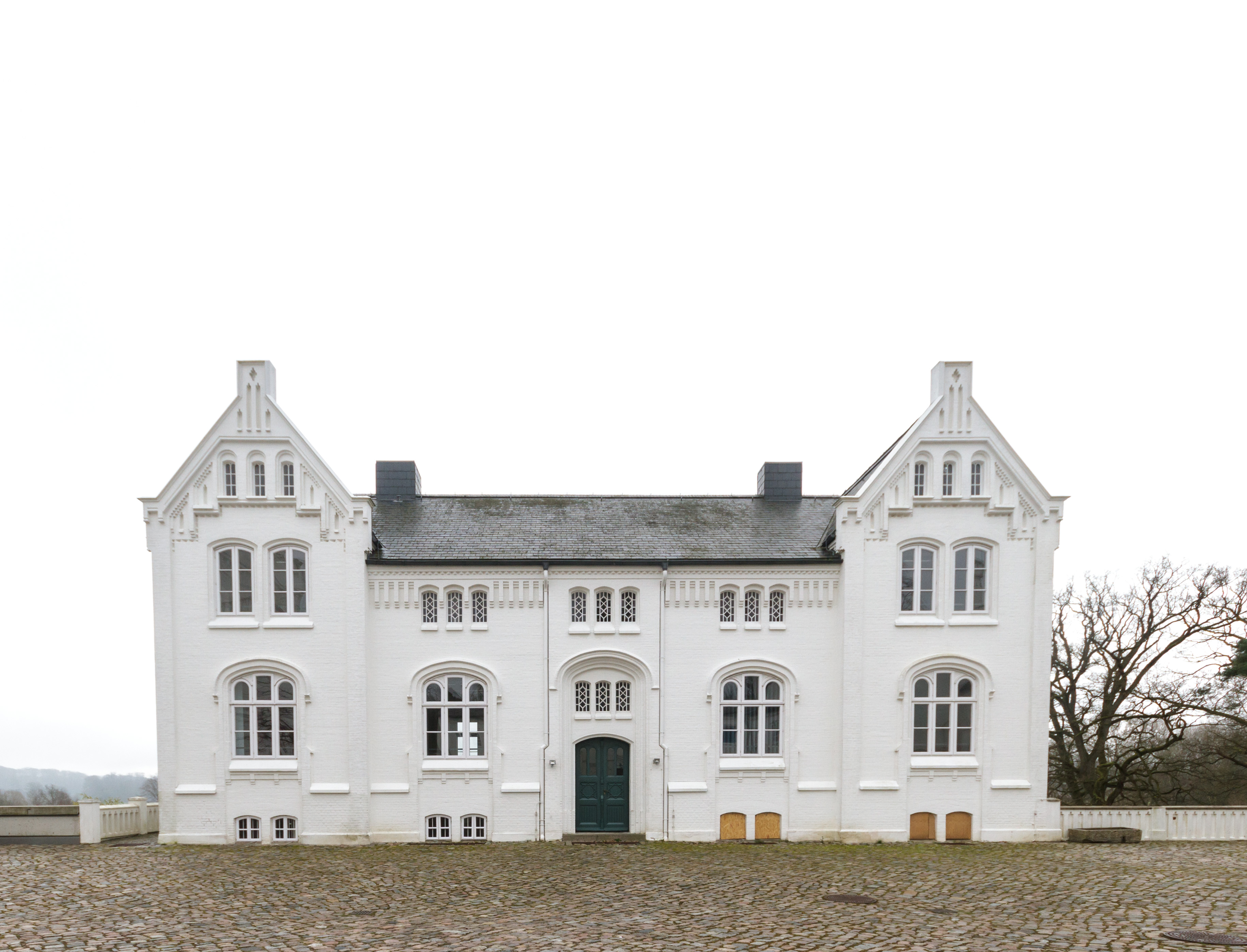
Das Kavaliershaus

Das Jagdschloss wird von mehreren Nebengebäuden umgeben, die gemeinsam eine Art Vorburg bilden. Die Anlage wird durch ein Torhaus betreten – ein weiteres, äußeres Tor mit Zugbrücke wurde später wieder abgebrochen –, das direkt in den Hof der Blomenburg führt. Der Hof wird hufeisenförmig von den Wirtschaftsflügeln und dem zweigeschossigen Kavaliershaus gebildet, die wie die Blomenburg den Castle-Style der englischen Tudorgotik aufgreifen. Unterhalb der Anlage wurde von 2004 bis 2006 ein moderner, vierflügeliger Anbau für das Technologiezentrum errichtet, der mit der Blomenburg durch eine gläserne Brückenkonstruktion verbunden ist. Ausführender Architekt des Bürogebäudes war Bernhard Winking, die Baukosten beliefen sich auf 10 Millionen Euro. Zeitgleich mit dem Neubau des Verwaltungsgebäudes wurden diverse Anbauten aus der Zeit des Erziehungsheims, wie ein Küchentrakt, ein Waschhaus und eine Schwimmhalle, abgebrochen und der zwischenzeitlich begrünte Innenhof neu gepflastert.
Seit der Renovierungsarbeiten zwischen Herbst 2018 und Sommer 2019 beherbergt das am Burghof gelegene Kavaliershaus Räume für Arztgespräche und medizinische Anwendungen. Der Anbau wird durch die Privatklinik Blomenburg als Spa, für Fitness- und Yogaräume sowie für 69 Zimmer und Suiten und die Verwaltung genutzt.
Die auf dem Gipfel einer Anhöhe gelegene Blomenburg wird von einem 67 Hektar großen Landschaftsgarten im Englischen Stil umgeben, der durch Rundwege erschlossen wird und zum Teil mit exotischen Solitärbäumen versehen ist.

## Trivia
Bevor Blomenburg 2019 eine Privatklinik für Psychotherapie und Psychosomatik wurde, war sie 2015 Drehort für den Film Die Insassen. Hier spielt Wolfgang Stumph einen Ex-Finanzmanager, der als Patient in dem Nobelsanatorium landet und aus der Anstalt sofort eine Aktiengesellschaft machen will.